# Karan Singh (Tennisspieler)
Karan Singh (Hindi कारन सिंह; * 30. Juni 2003 in Karnal) ist ein indischer Tennisspieler.

## Karriere
Singh spielte nur wenige Matches auf der ITF Junior Tour, bei denen er einen Doppeltitel gewann und in der Junioren-Rangliste Rang 543 erreichte.
Seine ersten Punkte für die Weltrangliste sammelte Singh 2021 bei den Profis. Im Jahr 2022 gelang es ihm, auf der ITF Future Tour, auf der er hauptsächlich aktiv ist, die ersten Halbfinals zu erreichen. Die Saison 2024 wurde seine bislang erfolgreichste. Singh erreichte in acht Future-Turnieren das Halbfinale und zog zweimal ins Endspiel ein, wobei er beide Male am Titelgewinn scheiterte.
Seinen bislang größten Erfolg feierte Singh im November 2024 beim Turnier in Brazzaville. Dort gewann er an der Seite von Florent Bax die Doppelkonkurrenz eines vergleichsweise schwach besetzten Challenger-Turniers. Im Einzel erzielte er ebenfalls einen Achtungserfolg, indem er bis ins Viertelfinale vordrang. Dank dieser Ergebnisse schaffte Singh erstmals den Sprung unter die Top 500 der Weltrangliste im Einzel und Doppel.

## Erfolge
| Legende (Anzahl der Siege) |
| Grand Slam                 |
| ATP Finals                 |
| ATP Tour Masters 1000      |
| ATP Tour 500               |
| ATP Tour 250               |
| ATP Challenger Tour (1)    |

### Doppel

#### Turniersiege
| Nr. | Datum            | Turnier     | Belag | Partner     | Finalgegner                  | Ergebnis |
| --- | ---------------- | ----------- | ----- | ----------- | ---------------------------- | -------- |
| 1.  | 2. November 2024 | Brazzaville | Sand  | Florent Bax | Simone Agostini Alec Beckley | 7:5, 6:1 |